# Пузанов Олександр Михайлович
Олександр Михайлович Пузанов  (25 жовтня 1906, село Лежковка Кандауровської волості Юр'євецького повіту Костромської губернії, тепер Івановської області, Російська Федерація — 1 березня 1998, місто Москва, Росія) — радянський державний діяч, дипломат, голова Ради Міністрів РРФСР у 1952—1956 роках. Член ЦК КПРС у 1952—1976 роках. Кандидат у члени Президії ЦК КПРС (16 жовтня 1952 — 5 березня 1953). Член Бюро ЦК КПРС по РРФСР (25 лютого 1956 — лютий 1957). Депутат Верховної Ради СРСР 2—4-го скликань.

## Біографія
Народився в селянській родині. Навчався у церковнопарафіяльній школі. З 1924 року працював головою Кандауровської сільської Ради Юр'євецького повіту, заступником голови Пучежського волосного виконавчого комітету Костромської губернії.
Член РКП(б) з 1925 року.
У 1926—1930 роках навчався в Пльосському сільськогосподарському технікумі. Після закінчення технікуму працював агрономом в Середському районному земельному відділі.
У 1931—1933 роках — заступник директора Івановського обласного тресту приміських господарств.
У 1934—1940 роках — в органах Робітничо-селянської інспекції, в Комісії радянського контролю при Раді Народних Комісарів СРСР.
У 1940—1943 роках — головний контролер Народного комісаріату державного контролю СРСР.
У 1943—1944 роках — заступник народного комісара державного контролю СРСР.
27 червня 1944 — 28 червня 1946 року — голова виконавчого комітету Куйбишевської обласної ради депутатів трудящих.
19 квітня 1946 — 21 жовтня 1952 року — 1-й секретар Куйбишевського обласного комітету ВКП(б). Одночасно, у 1946—1950 роках — 1-й секретар Куйбишевського міського комітету ВКП(б).
20 жовтня 1952 — 24 січня 1956 року — голова Ради Міністрів РРФСР.
24 січня 1956 — 21 лютого 1957 року — 1-й заступник голови Ради Міністрів РРФСР.
22 лютого 1957 — 30 червня 1962 року — Надзвичайний і повноважний Посол СРСР в КНДР.
30 червня 1962 — 12 квітня 1967 року — Надзвичайний і повноважний Посол СРСР в Югославії.
12 квітня 1967 — 4 травня 1972 року — Надзвичайний і повноважний Посол СРСР в Болгарії.
3 жовтня 1972 — 10 листопада 1979 року — Надзвичайний і повноважний Посол СРСР в Афганістані.
З листопада 1979 року працював у центральному апараті Міністерства закордонних справ СРСР.
З 1980 року — на пенсії. Жив у Будинку на набережній у Москві. Похований на Ваганьковському кладовищі.

## Нагороди
- три ордени Леніна (08.05.1948; 23.10.1956; 24.10.1966)
- орден Жовтневої Революції (22.10.1976)
- орден Трудового Червоного Прапора (22.10.1971)
- орден Дружби народів (28.04.1980)
- орден «Знак Пошани» (24.10.1986)
- медалі